# Mercedes AMG F1 W10 EQ Power+
De Mercedes F1 W10 EQ Power+ is een Formule 1-auto die gebruikt wordt door het Formule 1-team van Mercedes in het seizoen 2019. De auto is de opvolger van de Mercedes F1 W09 EQ Power+.

## Onthulling
De auto werd op 12 februari 2019 onthuld via foto's op sociale media. Op deze dag rijdt de auto haar eerste rondes tijdens een filmdag op circuit Silverstone.
De auto zal gereden worden door regerend wereldkampioen Lewis Hamilton, die aan zijn zevende seizoen bij Mercedes begint, en Valtteri Bottas, die zijn derde seizoen bij het team rijdt.

## Resultaten
| Resultaat                     |
| ----------------------------- |
| Winnaar                       |
| Tweede plaats                 |
| Derde plaats                  |
| Gefinisht (punten)            |
| Gefinisht (geen punten)       |
| Niet geklasseerd (NC)         |
| Uitgevallen (DNF)             |
| Niet gekwalificeerd (DNQ)     |
| Gediskwalificeerd (DSQ)       |
| Niet gestart (DNS)            |
| Gewond (INJ)                  |
| Uitgesloten (EX)              |
| Teruggetrokken (WD)           |
| Niet deelgenomen (blanco cel) |
| vetgedrukt (pole position)    |
| cursief (snelste ronde)       |

| Jaar | Chassis                   | Motor    | Banden | Coureurs        | 1   | 2   | 3   | 4   | 5   | 6   | 7   | 8   | 9   | 10  | 11  | 12  | 13  | 14  | 15  | 16  | 17  | 18  | 19  | 20  | 21  | Punten | WK-plaats |
| ---- | ------------------------- | -------- | ------ | --------------- | --- | --- | --- | --- | --- | --- | --- | --- | --- | --- | --- | --- | --- | --- | --- | --- | --- | --- | --- | --- | --- | ------ | --------- |
| 2019 | Mercedes F1 W10 EQ Power+ | Mercedes | P      |                 | AUS | BHR | CHN | AZE | SPA | MON | CAN | FRA | OOS | GBR | DUI | HON | BEL | ITA | SIN | RUS | JPN | MEX | VST | BRA | ABU | 739    | Goud      |
| 2019 | Mercedes F1 W10 EQ Power+ | Mercedes | P      | Lewis Hamilton  | 2   | 1   | 1   | 2   | 1   | 1   | 1   | 1   | 5   | 1   | 9   | 1   | 2   | 3   | 4   | 1   | 3   | 1   | 2   | 7   | 1   | 739    | Goud      |
| 2019 | Mercedes F1 W10 EQ Power+ | Mercedes | P      | Valtteri Bottas | 1   | 2   | 2   | 1   | 2   | 3   | 4   | 2   | 3   | 2   | DNF | 8   | 3   | 2   | 5   | 2   | 1   | 3   | 1   | DNF | 4   | 739    | Goud      |
| Jaar | Chassis                   | Motor    | Banden | Coureurs        | 1   | 2   | 3   | 4   | 5   | 6   | 7   | 8   | 9   | 10  | 11  | 12  | 13  | 14  | 15  | 16  | 17  | 18  | 19  | 20  | 21  | Punten | WK-plaats |

Alfa Romeo C38 ·
Ferrari SF90 ·
Haas VF-19 ·
McLaren MCL34 ·
Mercedes AMG F1 W10 EQ Power+ ·
Racing Point RP19 ·
Red Bull RB15 ·
Renault R.S.19 ·
Toro Rosso STR14 ·
Williams FW42